# Darovnica slavnoga Dragoslava
Darovnica „slavnog Dragoslava“  najstarija je poznata glagoljska isprava napisana 1. siječnja 1100. godine u Dobrinju na otoku Krku.
Pisana je hrvatskim jezikom, glagoljicom. Nije sačuvana u izvorniku. Ona je najstariji pisani spomen postojanja župa (najmanjih crkvenih jedinica ) na otoku Krku. 

## Sadržaj
U toj darovnici „slavni Dragoslav“ zapisuje crkvi svetog Vida kraj Dobrinja na otoku Krku svoje veliko imanje oko te crkve, a koju je sam i dao izgraditi. Spominju se župa ( „kapitul“ ) Dobrinj i župna crkva sv. Stjepana u Dobrinju ( „ crikva svetoga Stipana od Dobrinja“) koja obavlja službu u darovanoj crkvi sv. Vida na blagdan tog sveca (15.lipnja). Spominju se i sudac, te pisar odnosno notar, tajnik i to na način koji govori da te službe nisu osnovane tek nedavno nego da već dugo vremena postoje. Općinski sudac je upravljao općinom – moguće da su u svezi s tim i današnja prezimena i obiteljski nadimci u Dobrinju : Sučić, Knezić, Županić.   
Osim Dobrinja, po prvi put se spominje i Vrbnik („i do puta ki gre u Vrbnik“).

## Čitanja
Darovnicu slavnoga Dragoslava, zapisanu u prvoj dobrinjskoj kapitulskoj knjizi na str. 23-24, prvi je pročitao i objavio Ivan Črnčić 1860. godine u "Katoličkom listu".
Osim Črnčića, čitanje darovnice dali su još samo Svetko Ušalj 1994. g. te Milan Mihaljević 2000. g., dok su svi ostali temeljili svoja čitanja darovnice na Črnčićevom izdanju.
Nakon Črnčića, svoje izdanje Darovnice dao je 1863. g. Ivan Kukuljević Sakcinski, potom 1898. g. Đuro Šurmin, Vjekoslav Štefanić 1939. g. u Krčkom kalendaru. 

## Tekst
- Izdanje Svetka Ušalja:

Va ime Hr(isto)vo – Amen – Let od Hr(isto)va rojstva 1100 na prvi dan enara, pred Dobrinem poli crikve S. Vida, i posvećena crikva rečena po gospodinu biskupu ku sazida od svojih vlastitih dobar, i va svoih zemlah Slavni Dragoslav, i pušćeni za juš patrnatuš (= ostavljena na skrb) nema i svoim ostalim vaviki po rečenom g(ospodi)nu – g(ospodi)nu biskupu od Kerka. I tak od sada rečeni Slavni Dragoslav je dal pod rečenu crikvu vse svoe zemle tolik oratne (= zemlje za oranje) kolik pisišća (= pasišća, pašnjaka) zemle pod Hodbeni (= toponim nekog mjesta) do kraj sela do zdenca, i do Ogrenoga, i do Zvirana, i do Pripovidi i do Hranča, i do zemlah kapitulskih od Dobrina i do zemal slobodnih, do Pr(a)v(e)d(n)i Marina (= toponim), i do zemal ke se zovu Sitjak, i do zemal Tomansi, i do Uskrušav, i do zemal ke se zovu Stanivi, i do Preselinskem i do puta ki gre u Verbnik, kak stoi plot i zdola zemlu slobodnu suprot na sridi od Dola od grbina (= zapad) poli zemle slobodne na rupi po plotu od grbina do Hodbenoga kadi se svršue kunfin.
I ošće (čitaj jošće, tj. još) vse svoe kuće ke ima tolikaj se da budu pod rečenu crikvu, a drugo blago (= vriednost) tolik stabilo (=nekretnine) koliko mobilo vse oću ak ja za života moga ulinim – učinim rečeni ištrument, ma da ima imit vičnim zakonom, tolikaj se ovršit va viki na dan S. Vida – da se ima činit služit po kapitulu od Dobrina, i da nim ima bit dana vičera kapitulu, limozina (= novčano darivanje u crkvi za vrieme mise) ali (=ili) prikaž v sako leto, a na dan da čine račun, i dobro guvernat crikvu od intradi (= zemljišni posjedi), da se ima dava crikvi S. Stipana v sako leto va viki polovica od vse intradi, druga polovica da bude ovoj mojoj crikvi, da bude guvernana, i na keršćenje od crikve misa na kanat (pjevana misa).

(J)ošće oću da po mojoj smerti, rečena crikva zblagom gre moim sinom Stipanu, i Vidu i Mavru, i nihovim ostalim va viki, i hćeri Projeti, a ak nebi oni imeli poslidnih redi, da gre rečena crikva kap(itu)lu i crikvi S. Stipana od Dobrina, ka e sada, i ka buda na prida.
Na to po svedoci g(ospodi)n plovan i sudac Stanić, rečeni Domiče Kontije, Širona Ritabeški, Paval Klatial, Solkae Karmeli, i veće drugih svedok (= prisutni svjedoci na koje se poziva da je sve što je napisano istinito).

Ja Kirin sin Radonin pisac od komuna Dobrina na to, i ovo pisah pravo, i verno, molen od Dragoslava i biskupa.
- Čitanje Darovnice koje je 2000. godina dao Milan Mihaljević, a zbog velike razlike između Črnčićevog i Ušaljevog čitanja:

Va ime Hr(sto)vo amen. let od Hr(sto)va rojstva .č.r. (= 1100) na prvi dan jenara, pred Dobrinjem poli crikve s(vetoga) Vida, i posvećena crikva rečena po gospodinu biskupu ............... ku sazida od svojih vlastitih dobar, i va svojih zemljah slavni Dragoslav, i pušćeni za juš patrnatuš njemu i svojim ostalim va viki po recenom g(ospodi)nu g(ospodi)nu biskupu od Kerka. I taka od sada rečeni slavni Dragoslav je dal pod rečenu crikvu vse svoje zemlje toliko oratne koliko pisišća, zemlje pod Hobdeni do kraj sela do Zdenca, i do Ogrenoga, i do Zviranja, i do Pripovidi, i do Hranča, i do zemalj kapitulskih od Dobrinja, i do zemalj slobodnih do prv(a)di Marina, i do zemalj ke se zovu Sitjak, i do zemalj Tomansi, i do Uskorušav, i do zemalj ke se zovu Dolčići, i do zemalj ke se zovu Cerove od bure Martina, i do zemalj ke se zovu Stanivi, i do Preselinske i do puta ki gre u Verbnik, kako stoji plot, i zdola zemlju slobodnu suprot na sridi od Dola od grbina poli zemlje slobodne na Rupi po plotu od grbina do Hobdenoga kadi se sveršuje kunfin.
-I ošće vse svoje kuće ke ima, tolikajse, da budu pod rečenu crikvu, a drugo blago toliko stabilo koliko mobilo vse oću ako ja za života moga učinim učinim rečeni ištrument. Ma da ima imit vičnim zakonom tolikajse overšit va viki na dan s(vetoga) Vida, da se ima činit služit po kapitulu od Dobrinja, i da njim ima bit dana vičera, kapitulu limozina ali prikaž vsako leto, a na dan da čine račun i dobra guvernat crikvu. Od intradi da se ima davat crikvu s(vetoga) Stipana vsako leto va viki polovica od vse intradi, a druga polovica da bude ovoj mojoj crikvi, da bude guvernana i na keršćenje od crikve misa na kanat.
Jošće oću da po mojoj smerti, rečena crikva i z blagom gre mojim sinom Stipanu, i Vidu, i Mavru, i njihovim ostalim va viki, i hćeri Projeti. I ako ne bi oni imeli poslidnjih nasledujućih redi, da gre rečena crikva kap(itu)lu i crikvi s(vetoga) Stipana od Dobrinja, ka je sada, i ka bude na prida.

Na to svedoci g(ospodi)n plovan ............. i sudac Stanić, rečeni Domiče Kontije i Širona Rutabreški, Paval Klatial, Solkae Karmeli, i veće drugih svedok.
Ja Kirin sin Radonjin pisac od komuna Dobrinja na to i ova pisah pravo i verno, moljen od Dragoslava, i biskupa.

## Podrijetlo "slavnoga Dragoslava"
Podrijetlo Dragoslava nije poznato niti se on igdje drugdje spominje u povijesnim izvorima. Neki izvode sam naziv Dobrinja iz njegovog imena tvrdeći da je to bio njegov posjed, a on, dakle, predvodnik nekog plemenitog roda.[nedostaje izvor]
Povjesničar Vjekoslav Klaić navodi:"...slavni Dragoslav, možda onaj, koji se god. 1088. i 1089. za kralja Stjepana II. spominje kao župan zagorski i dridski."